# 존마인더
존마인더(ZoneMinder)는 리눅스용 자유, 오픈 소스 CCTV 소프트웨어 애플리케이션이다. 이 소프트웨어는 GNU 일반 공중 사용 허가서(General Public License, GPL) 라이선스하에서 배포된다.

## 같이 보기
- 감시
- 폐쇄회로 텔레비전